# Gimnàs Sòrab de Bautzen

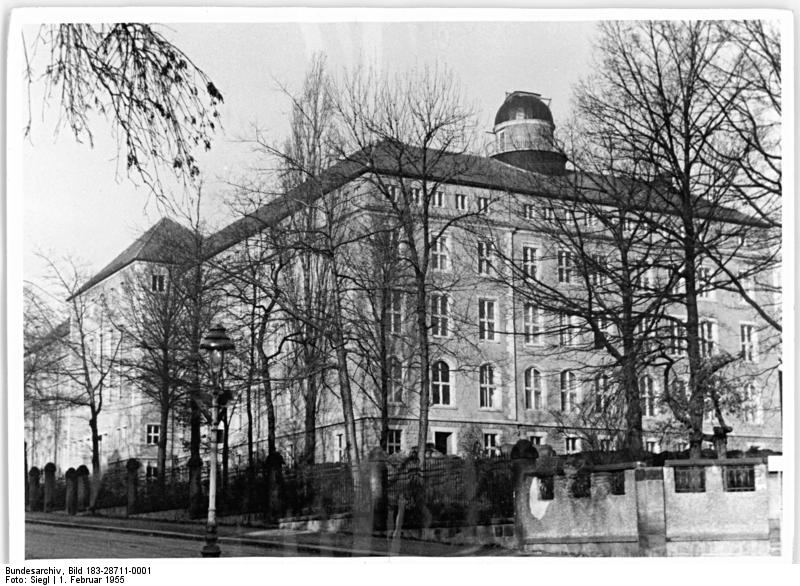
Escola secundària sòraba el 1955

El Gimnàs Sòrab de Bautzen (alt sòrab Serbski gymnazij Budyšin) és una escola secundària sòrab situada a la Friedrich-List-Straße al districte Nordostring de Bautzen. La llengua vehicular d'ensenyament és l'alt sòrab, de la mateixa manera que al Gimnàs Baix-sòrab de Cottbus ho és el baix sòrab. Són les dues úniques institucions d'ensenyament secundari a alemanya on el sòrab és la llengua vehicular. Compta amb 56 professors.

## Història
Fou fundat l'1 de setembre de 1947 en el lloc on estava l'Escola Catòlica de Mestres, que havia estat destruïda durant la Segona Guerra Mundial. Des del principi va adoptar el règim d'internat, perquè molts alumnes provenien de zones de parla sòrab força llunyanes. Des del 1951 l'ensenyament es fa totalment en sòrab.
Durant el 1991 l'escola fou traslladada al districte de Kleinwelka (Mały Wjelkow) de Bautzen, i el 1992 es va mudar novament a l'edifici original a la Liststrasse tornà a obrir com un nou gimnàs sòrab. El 2007-2008 fou restaurat i reconvertit en Centre d'Educació Sòrab, aplegant en el mateix centre escola primària, escola mitjana i escola secundària
L'any 2008 uns 55 estudiants van completar la seva educació secundària a l'Escola Secundària sòrab.

## Ensenyament
El sòrab s'ensenya com a primera o segona llengua. Amb aquesta finalitat, els estudiants són dividits en les classes tipus A i B. A la classe tipus A, la majoria d'assignatures són impartides en sòrab. Com a llengua estrangera s'empra l'anglès, rus, txec i francès. També disposa d'un cor i una orquestra.